# The Town 2023
The Town 2023 foi a primeira edição do festival brasileiro The Town, realizada no Autódromo de Interlagos, em São Paulo nos dias 2, 3, 7, 9, 10 de setembro de 2023.
A primeira edição do festival atraiu mais de meio milhão de pessoas. O evento, que contou com ingressos esgotados e mais de 235 horas de música, apresentou uma ampla variedade de performances de artistas nacionais e internacionais, como Bruno Mars, Demi Lovato, Post Malone, Luisa Sonza, Foo Fighters, Pitty, Iza, Jão e H.E.R.
A infraestrutura do festival incluiu parcerias com empresas de transporte e órgãos públicos, além de uma cenografia que integrou elementos da cultura paulistana. Economicamente, o evento movimentou R$ 1,9 bilhão e gerou mais de 23 mil empregos.
A sustentabilidade também foi foco, com iniciativas como o uso de copos reutilizáveis e campanhas de reciclagem.
A próxima edição do festival será realizada em 2025.

## Line-up
- Artistas principais de cada noite e palco em negrito.[4]

| Palco Skyline                                                                    | Palco The One |
| Sábado, 2 de setembro                                                            | Sábado, 2 de setembro |
| -------------------------------------------------------------------------------- | --- |
| - Post Malone - Demi Lovato - Iggy Azalea - MC Hariel, MC Ryan SP & MC Cabelinho | - Racionais MC's + Orquestra Sinfônica Heliópolis - Criolo convida Planet Hemp - Orochi convida Azzy - Tasha & Tracie convidam Karol Conká |
| Domingo, 3 de setembro                                                           | |
| - Bruno Mars - Bebe Rexha - Alok - Luísa Sonza                                   | - Seu Jorge - Leon Bridges - Ney Matogrosso - Matuê convida O Nordeste                                                                     |
| Quinta, 7 de setembro                                                            | |
| - Maroon 5 - The Chainsmokers - Joss Stone - Ludmilla                            | - Ne-Yo - Masego - Angélique Kidjo - Maria Rita                                                                                            |
| Sábado, 9 de setembro                                                            | |
| - Foo Fighters - Yeah Yeah Yeahs - Garbage - Pitty                               | - Wet Leg - Barão Vermelho convida Samuel Rosa - Detonautas convida Vitor Kley - Terno Rei convida Fernanda Takai e Mahmundi               |
| Domingo, 10 de setembro                                                          | |
| - Bruno Mars - H.E.R. - Kim Petras - Iza                                         | - Jão - Gloria Groove - Pabllo Vittar convida Liniker e Jup do Bairro - Marina Sena canta Gal Costa                                        |

| Palco Factory                                         | New Dance Order | Palco São Paulo Square                                                                                   | Highway Stage                                  |
| Sábado, 2 de setembro                                 | Sábado, 2 de setembro | Sábado, 2 de setembro                                                                                    | Sábado, 2 de setembro                          |
| ----------------------------------------------------- | --- | --- | ---------------------------------------------- |
| - Teto - KayBlack - Caio Luccas - Urias               | - Batekoo - Tropkillaz - Os Gêmeos - Deekapz e Vhoor - Klap e Klean - Forró Red Light                                                         | - Esperanza Spalding - Hermeto Pascoal - São Paulo Big Band convida Alma Thomas                          | - Lucille Berce - Luiz Otávio - Twyla Correia  |
| Domingo, 3 de setembro                                | | |                                                |
| - Luccas Carlos - WIU - Veigh - Lia Clark             | - Carlos Capslock - Ellen Allien e Badsista - Paul Kalkbrenner - Vitalic - Noporn - Carlos do Complexo e RHR                                  | - Esperanza Spalding - Jonathan Ferr - São Paulo Big Band convida AnnaLu e Kynnie                        | - Lucille Berce - Luiz Otávio - Twyla Correia  |
| Quinta, 7 de setembro                                 | | |                                                |
| - Marvvila - Afrocidade - Larissa Luz - Hodari        | - Gop Tun - Shermanology - Kerri Chandler - Natasha Diggs - L_cio - Afterclapp, Shigara e Xaxim                                               | - Stanley Jordan - Ivan Lins - São Paulo Big Band convida Paula Lima                                     | - Gui Schwab - Jamah & Vértice - Tritono Blues |
| Sábado, 9 de setembro                                 | | |                                                |
| - MC Don Juan - Yunko Vino - MC Dricka - Grag Queen   | - Mamba Negra, Paulete Lindacelva e Valentina Luz - Badsista e Marina Lima - Inner City e Kevin Saunderson - Renato Cohen - AEREA - Kenya20Hz | - Stanley Jordan - Hamilton de Holanda - São Paulo Big Band convida Vanessa Moreno e Ana Cañas           | - Gui Schwab - Jamah & Vértice - Tritono Blues |
| Domingo, 10 de setembro                               | | |                                                |
| - Xênia França - Tássia Reis - Cynthia Luz - N.I.N.A. | - ODD - Boratto & Emerson - Crazy P - Lion Babe - Paradise Guerrilla - DJ Mau Mau & Etcetera                                                  | - Richard Bona - Banda Mantiqueira - Mônica Salmaso - São Paulo Big Band convida Jesuton e Luciana Mello | - Gui Schwab - Jamah & Vértice - Tritono Blues |

## Críticas
A primeira edição do festival The Town foi amplamente elogiada, mas também recebeu algumas críticas em aspectos específicos:
1. Fila e estrutura dos banheiros: Apesar de a estrutura dos banheiros ser elogiada pela manutenção constante, houve reclamações quanto à quantidade insuficiente de cabines femininas, o que resultou em filas que duravam até 40 minutos.[6]
2. Posicionamento dos palcos: O palco principal, Skyline, foi criticado pela sua localização no topo de uma inclinação, o que dificultou a visibilidade para aqueles que estavam mais distantes. Os telões laterais, que deveriam ajudar nessa questão, foram considerados pequenos demais em relação ao espaço.[7] Além disso, o palco New Dance Order, focado em música eletrônica, foi apontado como muito afastado dos outros palcos, o que tornou o acesso difícil e prejudicou a participação do público.[8]
3. Acesso ao local: Embora a organização do transporte tenha sido vista como eficiente, com boas parcerias entre empresas de transporte coletivo e órgãos públicos, a distância e o esforço necessário para se locomover entre os palcos, especialmente o New Dance Order, geraram críticas sobre a logística interna do evento.[7]
4. Sobrecarga em áreas específicas: Algumas áreas próximas aos palcos mais populares ficaram superlotadas em determinados momentos, o que causou desconforto para parte do público.[9]

Além disso artistas como Marina Sena, Jão e Luísa Sonza manifestaram descontentamento com as críticas recebidas. Apesar de suas performances terem sido elogiadas e de Jão e Luísa terem sido destacados entre os melhores shows, os artistas se sentiram incomodados com comparações nas redes sociais a ícones da MPB, como Gal Costa, Rita Lee e Cazuza. Marina Sena, que abriu o festival, utilizou suas redes sociais para destacar sua trajetória e reafirmar sua inspiração em Gal, enfatizando que não busca ser "a nova Gal". Luísa Sonza defendeu Marina, elogiando seu talento e criticando a falta de reconhecimento por parte de alguns internautas. Jão, durante sua apresentação, comentou as críticas e expressou que prefere "responder com seu trabalho".